# Altenberg bei Linz
Altenberg bei Linz település Ausztriában, Felső-Ausztria tartományban, az Urfahrkörnyéki járásban. Tengerszint feletti magassága 592 méter, területe 36,2 km².

## Elhelyezkedése
Altenberg bei Linz Kirchschlag bei Linz, Hellmonsödt, Alberndorf in der Riedmark, Engerwitzdorf, Linz és Lichtenberg településekkel határos.

## Népesség
| 2016 | 4 509 |
| 2018 | 4 553 |